# Chuck Share
Charles Edward "Chuck" Share (14 de março de 1927 — 7 de junho de 2012) foi um jogador norte-americano de basquete profissional que disputou nove temporadas na National Basketball Association (NBA). Foi selecionado pelo Boston Celtics como a primeira escolha geral no draft da NBA em 1950. No entanto, Share nunca jogou pelos Celtics.
Share começou a carreira na NBA pelo Fort Wayne Pistons e disputou nove temporadas da liga pelos Pistons, pelo Milwaukee Hawks/St. Louis Hawks e pelo Minneapolis Lakers. Share liderou a liga em desqualificações durante a temporada 1954–55. Share foi o capitão do St. Louis Hawks, com o qual sagrou-se campeão da temporada 1958; a equipe venceu o Boston Celtics por 4-2 nas finais da NBA.